# Stephan Schwarz

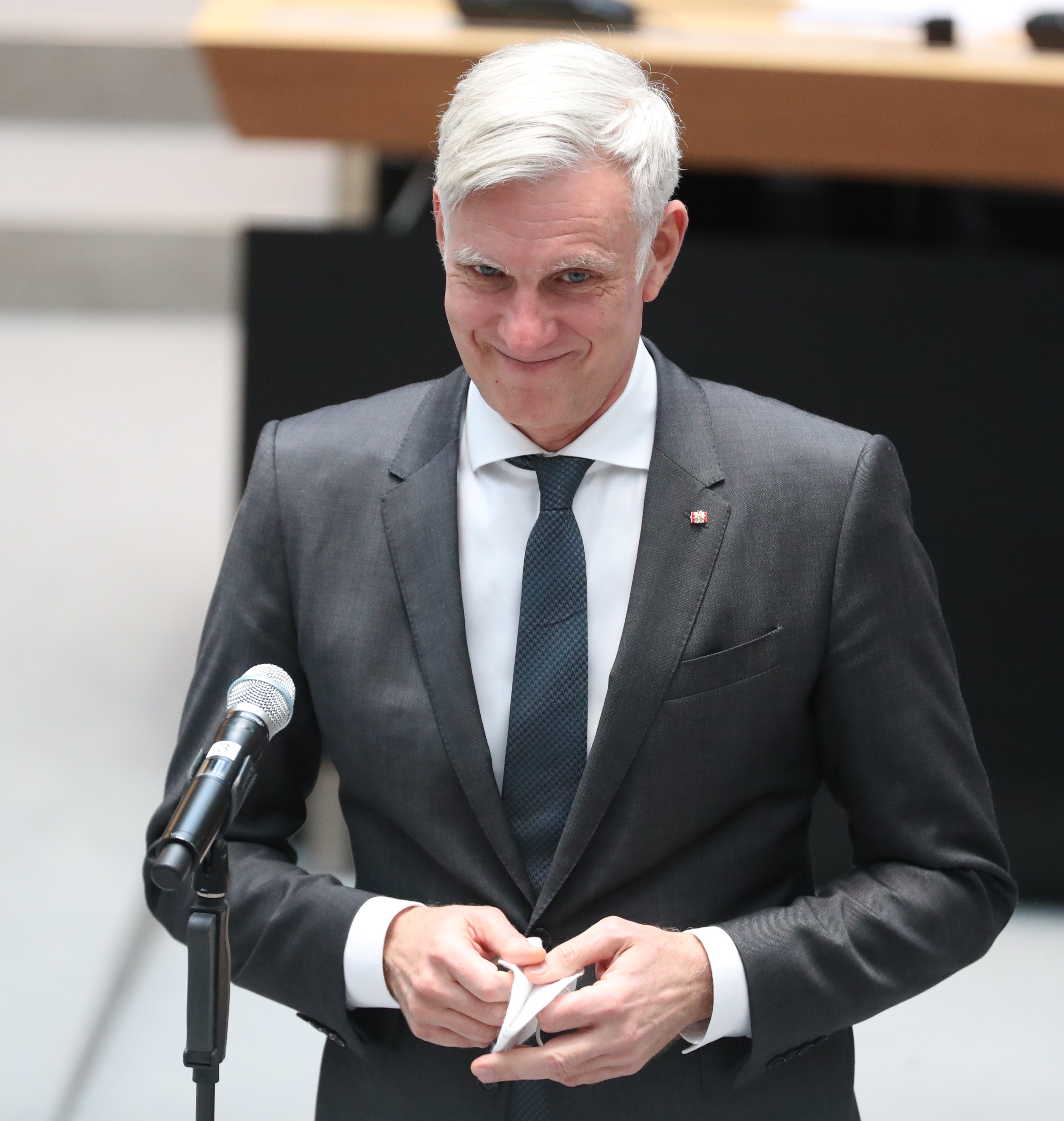
Stephan Schwarz (2021)

Stephan Schwarz (* 15. Mai 1965 in West-Berlin) ist ein deutscher Unternehmer und Politiker (SPD, zuvor parteilos). Er war vom 21. Dezember 2021 bis zum 27. April 2023 Senator für Wirtschaft, Energie und Betriebe des Landes Berlin.
Schwarz führte zusammen mit seinem Bruder Heiko Schwarz die GRG Services Berlin GmbH & Co. KG. Von 2003 bis 2019 war er zudem Präsident der Berliner Handwerkskammer. Seit November 2019 ist er Mitglied im von der Bundesregierung berufenen Rat der Arbeitswelt.

## Leben
Nach dem Abitur 1983 am Ernst-Moritz-Arndt-Gymnasium in Berlin studierte Stephan Schwarz bis 1986 Philosophie und Geschichtswissenschaften an der Freien Universität Berlin sowie von 1987 bis 1989 an der Universität Paris IV (Paris-Sorbonne) und schloss mit dem Magister ab. In Paris war er zunächst bei dem Verlag L’Arche éditeurs tätig, bevor er 1990 zurück nach Berlin ging, um in seinem Familienunternehmen, der GRG, tätig zu werden.
Neben seiner Tätigkeit als ehemaliger Unternehmer und Politiker ist und war Schwarz in kulturellen, wissenschaftlichen und sozialen Organisationen ehrenamtlich engagiert, so als Vorsitzender der Julius-Lessing-Gesellschaft, der ESCP Europe Wirtschaftshochschule Berlin e. V. oder des Fördervereins Jugendkunst und Kulturzentrum Schlesische 27. Darüber hinaus war er Aufsichtsrat in mehreren deutschen Unternehmen wie der Signal Iduna Holding AG. Nach sechzehnjähriger Präsidentschaft führt er seit 2019 außerdem den Titel des Ehrenpräsidenten der Berliner Handwerkskammer.

### Unternehmer
Nach seinem Aufenthalt in Paris kehrte Stephan Schwarz 1990 nach Berlin zurück und begann in dem von seinem Großvater Walter Schwarz in Berlin-Kreuzberg  1920 gegründeten Unternehmen, GRG – Großberliner Reinigungs-Gesellschaft KG, zu arbeiten. Nach dem Tod seines Vaters Hans-Jochen Schwarz im Jahr 1996, der das Unternehmen seit 1970 geführt hatte, wurde er als Geschäftsführender Gesellschafter berufen und entwickelte zusammen mit seinem jüngeren Bruder, Heiko Schwarz, der einige Jahre später einstieg, aus dem Familienunternehmen GRG die heutige GRG Services Berlin GmbH & Co. KG.
Stephan Schwarz war seit seiner Übernahme der Geschäftsführung insbesondere für den Ausbau des Unternehmens und die deutschlandweite Expansion verantwortlich. Das Familienunternehmen hatte im Jahr 2020 sein 100-jähriges Jubiläum und zählt zu den Unternehmen in der nachhaltigen und professionellen Gebäudereinigung.

### Senator für Wirtschaft, Energie und Betriebe in Berlin
Am 20. Dezember 2021 stellten die beiden Berliner SPD-Landesvorsitzenden Franziska Giffey und Raed Saleh Schwarz als zukünftigen Senator für Wirtschaft, Energie und Betriebe vor. Er trat dieses Amt nach der Wahl Franziska Giffeys zur Regierenden Bürgermeisterin von Berlin am 21. Dezember 2021 an. Im Zuge der Bildung des Senats Wegner am 27. April 2023 schied er wieder aus dem Amt aus. Im Sommer 2023 trat er in die SPD ein, nachdem er zuvor parteilos gewesen war.

### Ehrenämter/Mandate
(Quelle:)
- 2003 bis 2019 Präsident der Berliner Handwerkskammer[10]
- seit November 2019 Mitglied im Rat der Arbeitswelt
- Mitglied des Vorstands im Bundesinnungsverband des Gebäudereiniger-Handwerks
- Aufsichtsratsvorsitzender der Berliner Volksbank eG[11] bis Dezember 2021
- Vorstandsvorsitzender der ESCP Europe Wirtschaftshochschule Berlin e. V. bis Januar 2022
- Stellvertretender Aufsichtsratsvorsitzender der Signal Iduna Allgemeine Versicherung AG bis Dezember 2021
- Mitglied des Aufsichtsrates der Signal Iduna Holding AG bis Dezember 2021
- Mitglied der Académie de Berlin[12]
- Vorsitzender des Fördervereins Jugendkunst und Kulturzentrum Schlesische 27
- Vorsitzender des Vorstandes der Julius-Lessing-Gesellschaft e. V. (Verein der Freunde des Kunstgewerbemuseums)
- Mitglied des Vorstandes des Förderkreises der Deutschen Oper Berlin
- Vorsitzender des Aufsichtsrates der MKH Michels Kliniken Holding SE bis Dezember 2021
- Ehrenpräsident der Handwerkskammer Berlin

### Auszeichnungen
- Verdienstorden des Landes Berlin 2021[13]
- Handwerkszeichen in Gold verliehen vom Zentralverband des deutschen Handwerks